# Ceftazydym
Ceftazydym, (łac. Ceftazidimum) – organiczny związek chemiczny, antybiotyk będący cefalosporyną III generacji o działaniu bakteriobójczym, szczególnie aktywną wobec pałeczek Pseudomonas aeruginosa. W przeciwieństwie do innych cefalosporyn wykazuje mniejszą aktywność wobec gronkowców i paciorkowców.

## Spektrum działania
Bardzo duża aktywność względem:
- Pseudomonas aeruginosa
- Acinetobacter
- Enterobacteriaceae (w tym Enterobacter(inne języki) i Serratia)
- Haemophilus influenzae

Mniejsza aktywność wobec:
- Streptococcus pneumoniae
- paciorkowce (w tym beztlenowe)
- Neisseria meningitidis i Neisseria gonorrhoeae
- Peptostreptococcus(inne języki)
- Peptococcus(inne języki)
- Propionibacterium(inne języki)
- Fusobacterium
- gronkowce

## Mechanizm działania
Blokowanie syntezy ściany komórkowej.

## Wskazania
- zakażenia dolnych dróg oddechowych, w tym:
  - zapalenie płuc
  - zapalenie opłucnej
  - ropniak opłucnej
  - ropień płuca
  - zakażona rozstrzeń oskrzeli
- zakażenia układu oddechowego wywołane przez Pseudomonas aeruginosa u chorych na mukowiscydozę
- zakażenia skóry i tkanek miękkich:
  - ropień
  - ropne zapalenie tkanki łącznej
  - zakażone oparzenia i rany
  - zapalenie gruczołu sutkowego
- powikłane i niepowikłane zakażenia układu moczowego:
  - ostre i przewlekłe odmiedniczkowe zapalenie nerek
  - zapalenie pęcherza moczowego
  - zapalenie cewki moczowej
  - ropień nerki
  - zakażenia związane z kamicą pęcherza moczowego i nerek
- posocznica i bakteriemia
- zakażenia kości i stawów
- zakażenia w ginekologii, w tym:
  - zapalenie błony śluzowej macicy
  - zapalenie tkanki łącznej w obrębie miednicy mniejszej
- zakażenia w obrębie jamy brzusznej:
  - zapalenie dróg żółciowych
  - zapalenie pęcherzyka żółciowego
  - zapalenie jelit
  - ropnie w obrębie jamy brzusznej
  - zapalenie otrzewnej
- zakażenia OUN, w tym:
  - zapalenie opon mózgowo-rdzeniowych
- złośliwe zapalenie ucha wewnętrznego
- ropne zapalenie ucha środkowego
- zapalenie wyrostka sutkowatego
- zakażenia u chorych ze zmniejszoną odpornością, głównie u chorych na nowotwory
- empiryczne leczenie gorączki nieznanego pochodzenia u chorych z neutropenią
- róża
- zapalenie gruczołu krokowego
- profilaktyka podczas przezcewkowej resekcji gruczołu krokowego

## Przeciwwskazania
- nadwrażliwość na cefalosporyny
- ostra porfiria

Ostrożnie u chorych z:
- nadwrażliwością na penicyliny – możliwość wystąpienia reakcji krzyżowej
- niewydolnością nerek
- chorobami przewodu pokarmowego

## Działania niepożądane
- reakcje miejscowe:
  - zakrzepowe zapalenie żył – po podaniu dożylnym
  - zaczerwienienie i ból w miejscu podania po wstrzyknięciach domięśniowych
- reakcje nadwrażliwości:
  - gorączka
  - świąd
  - osutka
  - martwica skóry
  - rumień wielopostaciowy
  - zespół Stevensa-Johnsona
- zaburzenia ze strony przewodu pokarmowego
  - biegunka
  - nudności, wymioty
  - bóle brzucha
  - rzekomobłoniaste zapalenie jelit
- zaburzenia ze strony OUN:
  - bóle i zawroty głowy
  - zaburzenia czucia
- bardzo rzadko:
  - zakażenia Candida
  - pleśniawki
  - zapalenie pochwy
- niedokrwistość hemolityczna
- przejściowo:
  - leukopenia
  - neutropenia
  - agranulocytoza
  - eozynofilia
  - limfocytoza
  - trombocytoza
  - małopłytkowość
- nieznaczne zwiększenie aktywności aminotransferaz i fosfatazy zasadowej
- zwiększenie stężenia kreatyniny i mocznika we krwi

## Preparaty
- Biotum
- Fortum